# Anisaedus pellucidas
Anisaedus pellucidas là một loài nhện trong họ Palpimanidae. Loài này được phát hiện ở Chile.